# اریلا بارر
اریلا بارر (انگلیسی: Ariela Barer؛ زادهٔ ۱۴ اکتبر ۱۹۹۸) بازیگر سینما اهل ایالات متحده آمریکا است. وی از سال ۲۰۰۷ میلادی تاکنون مشغول فعالیت بوده‌است.
از فیلم‌ها یا برنامه‌های تلویزیونی که وی در آن نقش داشته‌است می‌توان به علف، دختر جدید و چگونه یک خط لوله را منفجر کنیم اشاره کرد.

## فیلم‌شناسی

### سینما
- یک دختر آمریکایی: کریسا قوی می‌ایستد (۲۰۰۹)
- استلینا بلو (۲۰۰۹)
- شمار همه کودکان (۲۰۱۱)
- جایی که دوست دارم باشم (۲۰۱۷)
- لیدی‌ورلد (۲۰۱۸)
- پلی‌لیست نهایی نویز (۲۰۲۱)
- ناشیوایی (۲۰۲۱)
- چگونه یک خط لوله را منفجر کنیم (۲۰۲۲)

### تلویزیون
بخشی از برنامه‌های تلویزیونی که این بازیگر در آن‌ها نقش داشته‌است:
- بخش فوریت‌های پزشکی (۲۰۰۸)
- ۹۰۲۱۰ (۲۰۰۸)
- علف (۲۰۰۹)
- دختر جدید (۲۰۱۲)
- خانواده امروزی (۲۰۱۴)
- لیو و مدی (۲۰۱۵)
- امروز رو بچسب (۲۰۱۷)
- غیرمعمولی (۲۰۱۷-۲۰۱۸)
- آناتومی گری (۲۰۲۰)
- ربل (۲۰۲۱)
- نجات‌یافته توسط زنگ (۲۰۲۱)